# 亚当氏毒气
亚当氏毒气（Adamsite）或二苯胺氯砷（diphenylaminechlorarsine），简称DM，是一种有机化合物，可作防暴用途。DM属于化学战剂，被认为是呕吐战剂或者喷嚏性毒气。1915年，德国化学家海因里希·奥托·威兰第一次成功合成DM，1918年美国化学家罗杰·亚当斯在伊利诺伊大学厄巴纳-香槟分校也自主成功合成DM。美国曾在第一次世界大战末期生产和储备DM，但从未在战场上使用。然而它曾用于对抗1932年7月美国补偿金事件中在华盛顿游行示威的补偿金大军，多个陪同家长示威的儿童据报死亡或重伤。
DM是一种无臭晶体状化合物，挥发度很低，20℃时为0.02mg/m3。晶体颜色根据纯度高低从深绿到淡黄之间变化。DM易溶于一些有机溶剂，如丙酮、二氯甲烷，但几乎不溶于水，水解极慢。DM的战斗形态为淡黄色或微绿色烟雾，持续时间约十分钟。
二苯胺盐酸盐与三氧化二砷于140℃进行缩合反应即可制得DM。
通常亚当氏毒气以气溶胶方式散发，使上呼吸道成为初始作用部位。虽然亚当氏毒气产生的效果和常用控暴剂（如CS催泪性毒气）相似，但是它的见效速度慢，而且持续时间长，通常会持续几个小时。5至10分钟的潜伏时间过后，眼睛、肺部和粘膜会出现疼痛，接着出现头痛、恶心和持续呕吐症状。
现在DM被认为是过时产品，它已广泛被其他毒性更低且见效速度更快的控暴剂替代，如CR催泪性毒气。早期战场上亚当氏毒气的使用是通过发烟筒实现的，该装置由中型金属管组成，金属管内部以含约25%DM的发烟剂装填，使用时DM将在高温下气化而分散至环境中。通过在顺风条件下引燃一定数量的发烟筒，大量亚当氏毒气可迅速飘向目标。
朝鲜曾被指在其阿吾地里化学联合企业所（Aoji-ri Chemical Complex）内生产和储备亚当氏毒气。